# Monocentrus insularis
Monocentrus insularis är en insektsart som beskrevs av Schmidt 1911. Monocentrus insularis ingår i släktet Monocentrus och familjen hornstritar. Inga underarter finns listade i Catalogue of Life.